# Кадьяк (космодром)
Стартовый комплекс Кадьяк (англ. Kodiak Launch Complex) (KLC), — американский коммерческий космодром, расположенный на одноимённом острове у берегов Аляски. Предназначен для запуска лёгких ракет по суборбитальной траектории и вывода малых космических аппаратов на полярную орбиту.

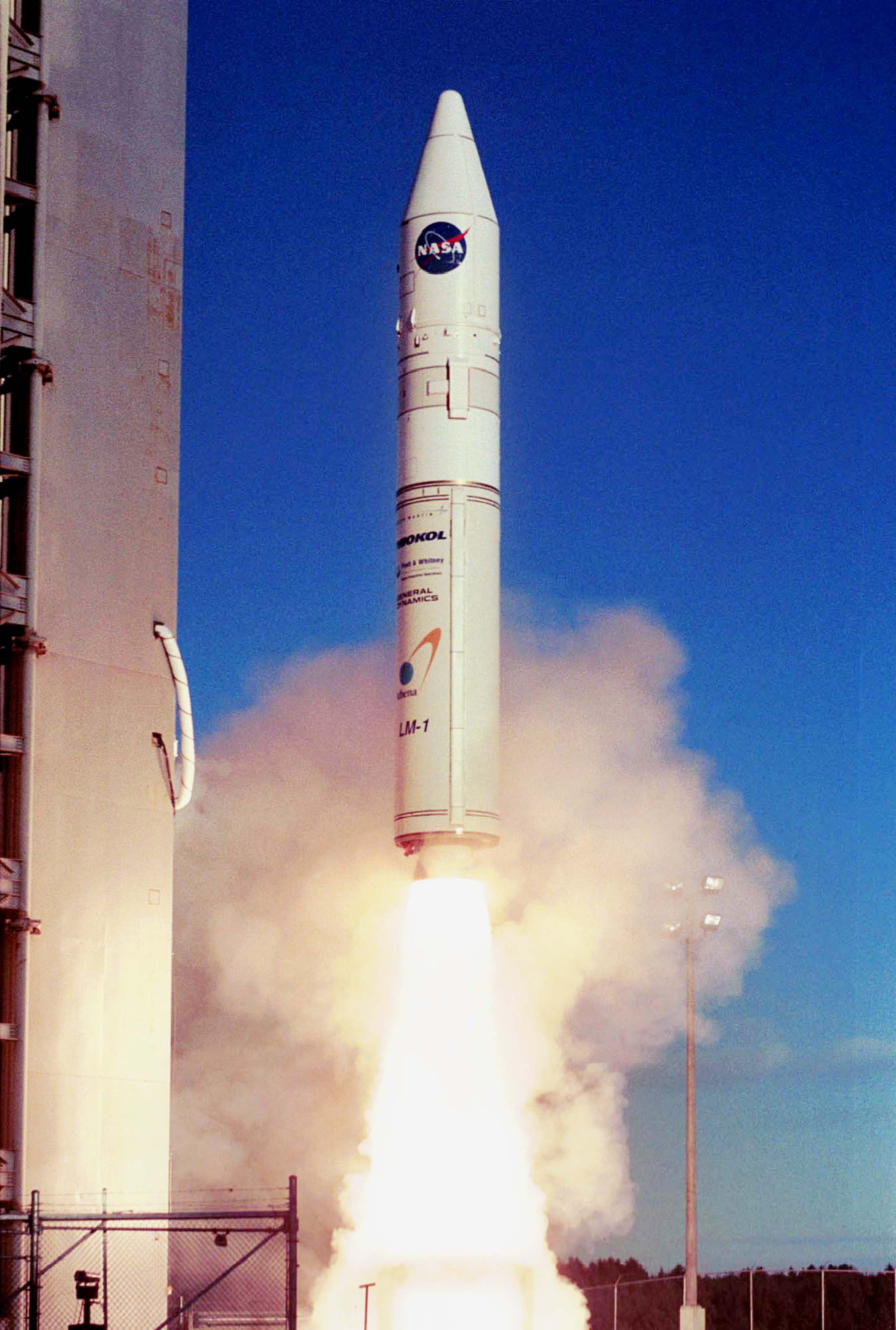
Старт ракеты Афина 1 с космодрома Кадьяк

Космодром был построен на мысе Нэрроу (мыс Тонкой) острова Кадьяк. Решение о его строительстве было принято в июле 1991 года. Первый экспериментальный запуск ракеты с космодрома состоялся 5 ноября 1998 года. Первый орбитальный пуск состоялся 29 (30 по UTC) сентября 2001 года, когда ракета-носитель «Афина-1» вывела на орбиту 4 малых спутника.
В апреле 2015 года управляющей компанией Alaska Aerospace Corporation был переименован в Тихоокеанский космический комплекс – Аляска («Pacific Spaceport Complex – Alaska»).

## Орбитальные запуски с космодрома Кадьяк
| № | Дата (UTC)       | Ракета        | Полезная нагрузка | Стартовый комплекс | Результат | Примечание |
| - | ---------------- | ------------- | --- | ------------------ | --------- | --- |
| 1 | 30 сентября 2001 | «Афина-1»     | Starshine-3 (OSCAR 43), PICOSat, PCSat (OSCAR 44), Sapphire (OSCAR 45).                                               | LP-1               | Успешно   | |
| 2 | 20 ноября 2010   | «Минотавр IV» | STPSat-2, Falconsat-5, Fastsat-HSV, Fastrac 1, Fastrac 2, O/OREOS, RAX, Nanosail-D, ГВМ S26 Ballast 1 и S26 Ballast 2 | LP-1               | Успешно   | |
| 3 | 27 сентября 2011 | «Минотавр IV» | TacSat 4 | LP-1               | Успешно   | |
| 4 | 12 сентября 2020 | Rocket 3.1    | ГВМ | LP-3B              | Неудачно  | Из-за отклонения в траектории полета на этапе работы первой ступени, двигатели были отключены системой управления. Носитель упал в нескольких километрах от стартовой площадки, после чего взорвался. |
| 5 | 16 декабря 2020  | Rocket 3.2    | ГВМ | LP-3B              | Неудачно  | Первая ступень отработала штатно. Произошло успешное отделение и зажигание двигателя второй ступени, но из-за ошибки в расчете подачи топливной смеси, он выключился на 12-15 секунд раньше, чем было запланированно. Первая космическая скорость не была достигнута, вторая ступень вошла в атмосферу и разрушилась над Тихим океаном. |

## Запуски с космодрома Кадьяк не относящиеся к орбитальным
| № | Дата (UTC)      | Ракета                                                            | Полезная нагрузка                                                   | Стартовый комплекс | Результат | Примечание                                                                                        |
| - | --------------- | ----------------------------------------------------------------- | ------------------------------------------------------------------- | ------------------ | --------- | ------------------------------------------------------------------------------------------------- |
| 1 | 6 ноября 1998   | Первая ступень: Aerojet SR-19-AJ-1 Вторая ступень: Hercules M57A1 | ait-1                                                               | LP-2               | Успешно   | Mission for the U.S. Air Force.                                                                   |
|   | 5 декабря 2008  | «Поларис»                                                         |                                                                     | LP-2               | Успешно   |                                                                                                   |
|   | 25 августа 2014 | «Polaris STARS IV»                                                | Advanced Hypersonic Weapon - запуск в направлении атолла Кваджалейн | LP-1               | Неудачно  |                                                                                                   |
|   | 20 июля 2018    | Rocket 1 (Astra Space)                                            |                                                                     |                    | Неудачно  | Первый запуск РН частной компании Astra Space                                                     |
|   | 29 ноября 2018  | Rocket 2 (Astra Space)                                            |                                                                     |                    | Неудачно  | Второй запуск РН частной компании Astra Space. Испытание первой ступени с макетом второй ступени. |

## Неудачный запуск 2014 года
25 августа 08 00 GMT при запуске с площадки LP1 трёхступенчатой твердотопливной ракеты STARS IV с перспективным гиперзвуковым оружием через четыре секунды после старта ракета была самоуничтожена оператором пуска из-за проблем с системой. При взрыве была повреждена наземная инфраструктура стартового комплекса. Запуск производился в направлении Испытательного полигона Рейгана на атолле Кваджалейн..